# Romain Taofifénua
Romain Taofifénua (Mont-de-Marsan, 14 settembre 1990) è un rugbista a 15 francese, che gioca nel ruolo di seconda linea nel Tolone.

## Biografia
Taofifénua proviene da una famiglia di rugbisti di origine wallisiana: suo padre Willy fu capitano del Grenoble negli anni novanta, mentre il fratello minore Sébastien è anch'esso un rugbista professionista ed un internazionale per la Francia. Romain iniziò a giocare a rugby nel club locale di Échirolles. Successivamente, dal 2005, militò per una stagione nelle giovanili del Limoges, dove il padre allenava la prima squadra, per poi passare un anno al Clermont. In seguito entrò nell'accademia del Perpignano dove trascorse tre anni.
Il suo esordio a livello professionistico avvenne proprio con la squadra dei Pirenei Orientali nella partita contro Brive, valida per la seconda giornata del Top 14 2010-11, torneo nel quale ottenne altre due presenze nel corso dell'anno. Il suo impiego nel Perpignan aumentò costantemente fino a che diventò un titolare fisso, ma, al termine dell'annata 2013-14, lasciò il club a causa della retrocessione in Pro D2. Nell'estate 2014, annunciò dunque il suo trasferimento a Tolone, squadra con cui vinse, al primo anno, la Champions Cup subentrando nella finale. Nelle stagioni 2015-16 e 2016-17 giocò due finali consecutive del campionato francese perdendole entrambe; il primo anno ebbe quantomeno la soddisfazione di essere premiato alle Nuit de rugby per aver realizzato la meta più bella del torneo. Ritornò a disputare una finale a distanza di tre anni, venendo sconfitto da Bristol in quella della Challenge Cup 2019-2020.
A livello internazionale, Taofifénua partecipò alla vittoria del Sei Nazioni under-20 nel 2009 ed al mondiale giovanile del 2010 con la nazionale francese di categoria. Nel 2012 il commissario tecnico della Francia Philippe Saint-André lo convocò per la tournée estiva in Argentina, facendolo debuttare nel primo incontro disputato. Successivamente subentrò dalla panchina nelle prime due giornate del Sei Nazioni 2013. Assente dalla nazionale per due anni, ritornò in occasione del Sei Nazioni 2015, torneo nel quale giocò tutte le sfide segnando la sua prima meta internazionale contro l'Irlanda. Il nuovo selezionatore Guy Novès lo schierò solamente in tre incontri durante sua gestione, in occasione dei test-matches di giugno e novembre 2017. Jacques Brunel, commissario tecnico dei Bleus a partire dal 2018, lo fece scendere in campo unicamente nella sfida contro l'Italia durante il Sei Nazioni 2018; nonostante ciò fu selezionato nella squadra francese per preparare la Coppa del Mondo di rugby 2019 in sostituzione dell'infortunato Paul Willemse. Malgrado la presenza in due amichevoli preparatorie, Taofifénua non fu incluso nei convocati definitivi per il torneo. Chiamato per il Sei Nazioni 2020 dal nuovo ct Fabien Galthié, mancò solamente la prima sfida con l'Inghilterra e poi fu in campo in tutte le altre partite. Partecipò poi al primo incontro dell'Autumn Nations Cup.

## Palmarès
- Champions Cup: 1
Tolone: 2014–15